# Bí tích của Giáo hội Công giáo

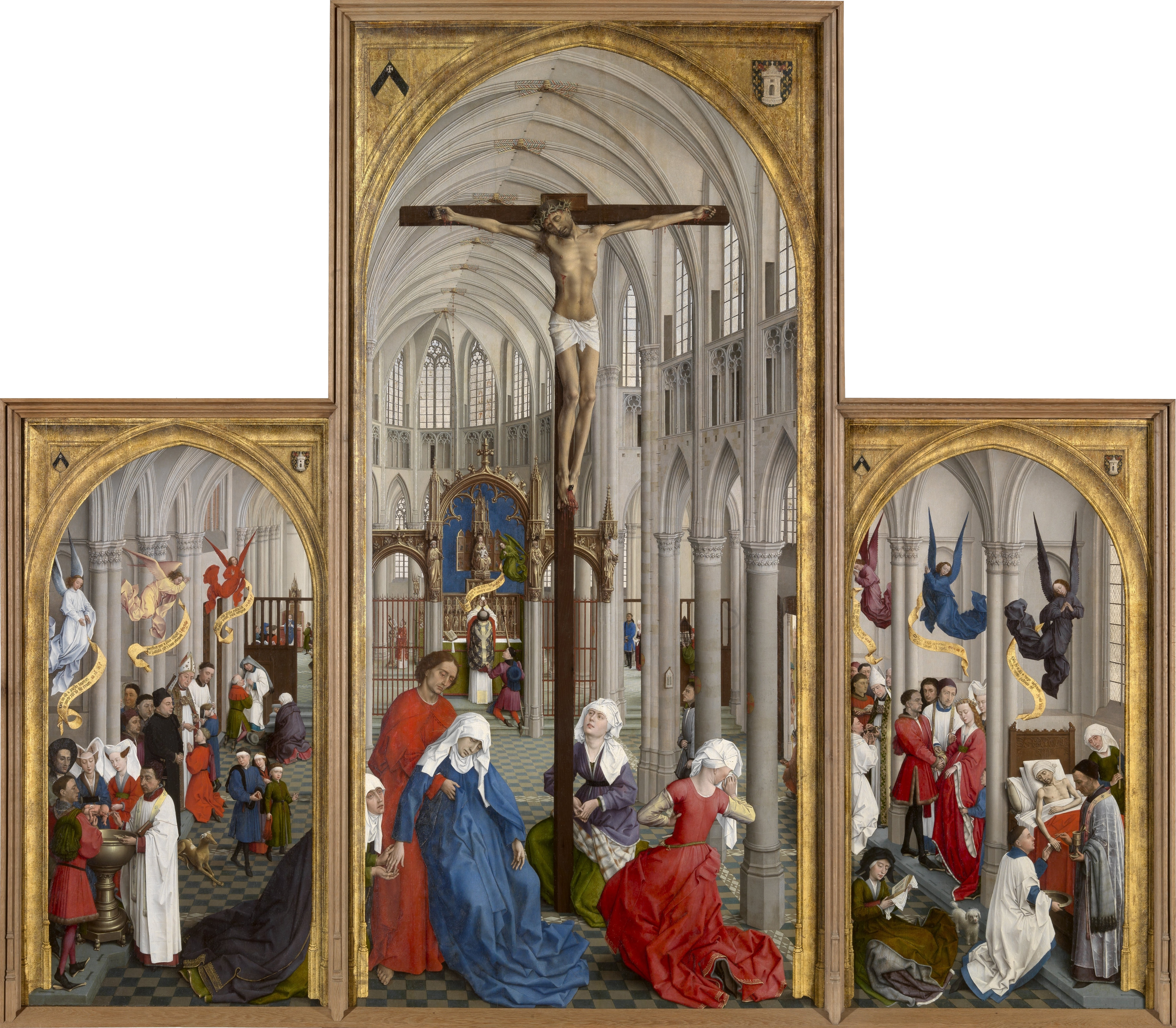
Bảy Bí Tích, một bức tranh bởi Rogier van der Weyden, k. 1448

Hội Thánh Công giáo có bảy bí tích, mà theo thần học Công giáo thì các bí tích này được Chúa Giêsu Kitô thiết lập và uỷ thác cho Hội Thánh. Bí tích là các nghi thức và dấu chỉ khả giác mà qua đó, ân sủng của Thiên Chúa được thông ban cách hữu hiệu cho những ai lãnh nhận nó với thái độ sẵn sàng của một tâm hồn ngay thẳng.
Các bí tích thường được phân vào ba nhóm, đó là: các bí tích khai tâm Kitô giáo (gia nhập Hội Thánh Công giáo và nhiệm thể Chúa Kitô), bao gồm bí tích Rửa Tội, bí tích Thêm Sức và bí tích Thánh Thể; các bí tích chữa lành, bao gồm bí tích Thống Hối (Giải tội) và bí tích Xức Dầu Bệnh Nhân; và các bí tích phục vụ sự hiệp thông, bao gồm bí tích Truyền Chức Thánh và bí tích Hôn Phối. Bên cạnh đó, bí tích Rửa Tội và bí tích Thống Hối được coi là "các bí tích của kẻ chết" (theo nghĩa các linh hồn của những tội nhân đã qua đời trước nhan Thiên Chúa thì được sống lại qua các bí tích này), trong khi 5 bí tích còn lại thì được gọi chung là "các bí tích của kẻ sống".

## Số lượng bí tích

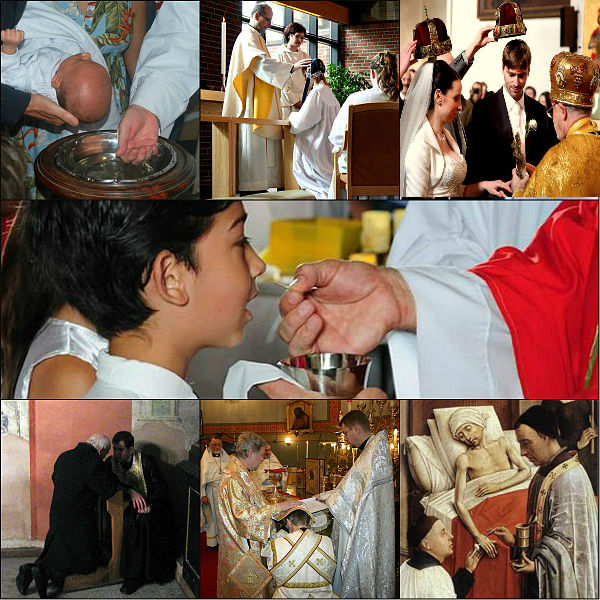
Bảy bí tích của Hội Thánh Công giáo

### Trong lịch sử
Số lượng các bí tích trong Hội Thánh Kitô giáo sơ khai thường khả biến và không được xác định cụ thể; chẳng hạn thánh Petrus Damianus từng liệt kê 11 bí tích, tựu trung có bí tích phong chức vua chúa. Nhà thần học Hugo de Sancto Victore thì liệt kê được gần 30 bí tích, mặc dù ông đặt hai bí tích Rửa Tội và Thánh Thể lên hàng đầu cách đặc biệt xác đáng. Bảy bí tích theo cách liệt kê hiện nay được trình bày trong bộ sách Các luận đề của nhà thần học Petrus Lombardus và được thông qua tại Công đồng Laterano IV vào năm 1215.

### Hiện tại
Sách Giáo lý Hội Thánh Công giáo liệt kê các bí tích như sau: "Toàn bộ đời sống phụng vụ của Hội Thánh xoay quanh Hy tế Thánh Thể và các bí tích. Trong Hội Thánh có bảy bí tích: Rửa Tội, Thêm Sức hay Xức Dầu Thánh, Thánh Thể, Thống Hối, Xức Dầu Bệnh Nhân, Truyền Chức Thánh và Hôn Phối."
Cách liệt kê trên được ấn định bởi Công đồng Basilea (1439) và được tái khẳng định bởi Công đồng Tridentino (1545–1563) với nội dung như sau:
KHOẢN Ⅰ.- Nếu kẻ nào nói rằng tất cả các bí tích của Giao Ước Mới không do Đức Giêsu Kitô, Chúa chúng ta, thiết lập; hoặc rằng Giáo hội có nhiều hơn hoặc ít hơn bảy bí tích, cụ thể là Bí tích Rửa Tội, Thêm Sức, Thánh Thể, Thống Hối, Xức Dầu Sau Cùng, Truyền Chức Thánh và Hôn Phối; hoặc thậm chí nói rằng bất kỳ bí tích nào trong bảy bí tích này không là bí tích cách thực sự hay đúng nghĩa; thì sẽ bị vạ anathema (n.đ. 'tách ra khỏi cộng đoàn người tin').
KHOẢN Ⅳ.- Nếu kẻ nào nói rằng các bí tích của Giao Ước Mới là không cần thiết, hay là thừa thãi, để được ơn cứu rỗi; và rằng, nếu không có chúng, hoặc nếu người tín hữu không muốn lãnh nhận chúng, con người vẫn có thể nhận được ơn công chính hóa từ Thiên Chúa chỉ nhờ đức tin; – mặc dù tất cả (các bí tích) là không cần thiết đối với mỗi cá nhân; thì sẽ bị vạ anathema.

## Phương diện tín lý
"Thánh Truyền và Thánh Kinh làm thành kho tàng thánh thiêng duy nhất lưu trữ Lời Chúa đã được ký thác cho Giáo Hội." "Phải lưu ý rằng trong phụng vụ, nhất là trong phụng vụ các bí tích, có một phần bất biến, vì do Chúa thiết lập, mà Hội Thánh là người canh giữ, và những phần có thể thay đổi, mà Hội Thánh có quyền, và đôi khi có bổn phận thích nghi với các nền văn hóa của các dân tộc mới đón nhận Tin Mừng." Thừa tác viên trao bí tích rửa tội không có quyền thay đổi công thức rửa tội sao cho việc rửa tội ấy không nhân danh Thiên Chúa Ba Ngôi. Liên quan đến bí tích Thánh Thể: "Ai biết mình đang mắc tội trọng, thì phải lãnh nhận bí tích Hòa Giải trước khi đi lên rước lễ." Liên quan đến hôn nhân, "dựa trên Thánh Kinh, vốn xem các hành vi đồng tính luyến ái như những suy đồi nghiêm trọng, truyền thống Hội Thánh luôn tuyên bố: 'Các hành vi đồng tính luyến ái tự bản chất là vô trật tự'. Chúng nghịch với luật tự nhiên." Liên quan đến việc truyền chức thánh: "Không thể có việc truyền chức cho các người nữ."
Hiệu năng của bí tích không lệ thuộc vào sự thánh thiện bản thân của thừa tác viên. Hiệu năng của bí tích cũng không đến từ thừa tác viên trao bí tích hay từ người lãnh nhận, nhưng là từ Thiên Chúa. Trong và qua bí tích ấy, quyền năng của Đức Kitô và của Thần Khí Người hành động. Tuy nhiên, các hiệu quả thực sự (hoa trái) của các bí tích cũng tùy thuộc vào sự chuẩn bị nội tâm của người lãnh nhận: "để đạt được hiệu năng trọn vẹn, các tín hữu cần phải đến tham dự Phụng vụ thánh với thái độ sẵn sàng của một tâm hồn ngay thẳng, hòa hợp tâm trí với lời đọc bên ngoài, và cộng tác với ân sủng trên trời, để đừng nhận lãnh ơn Chúa cách vô ích."

## Đức tin và ân sủng

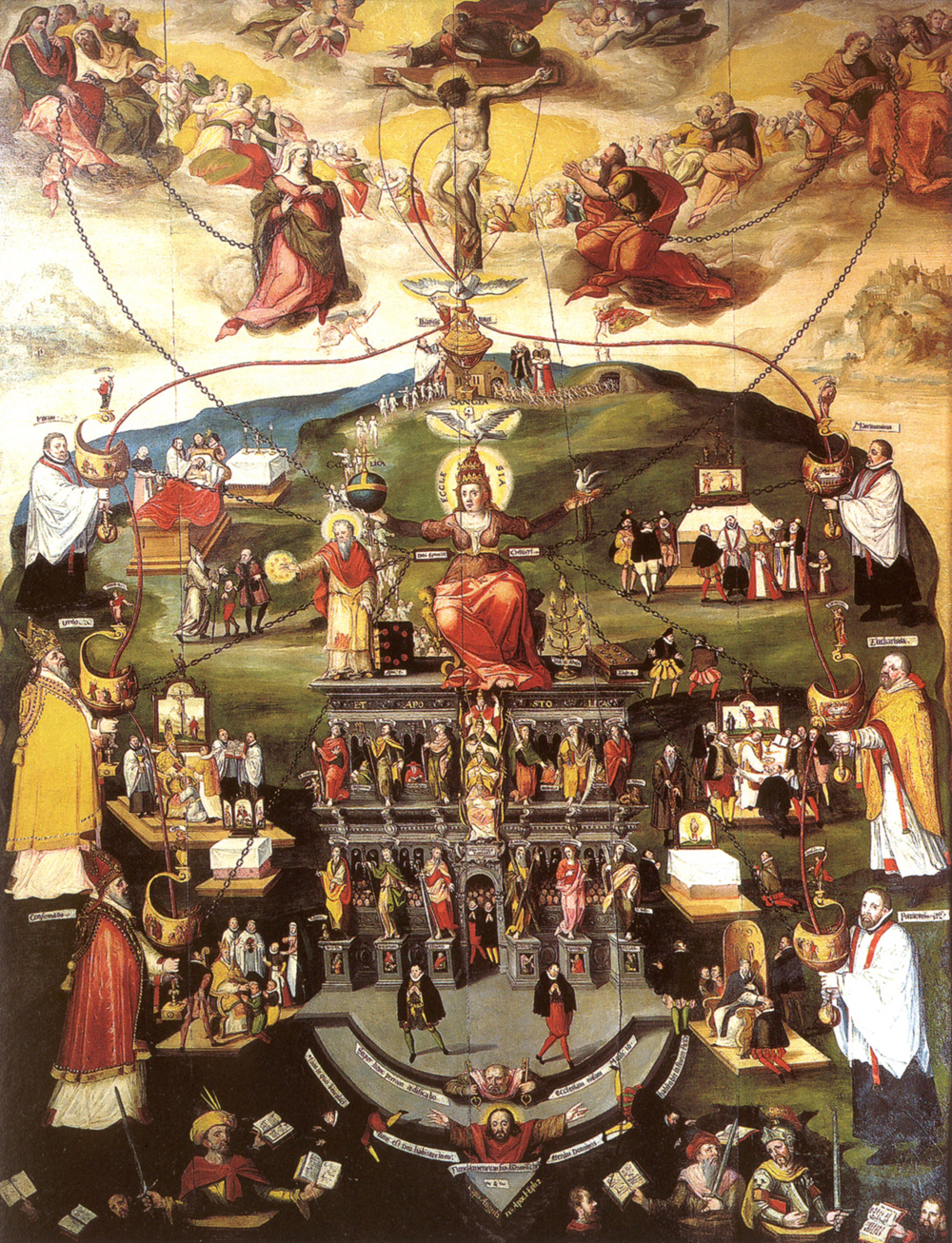
Hội Thánh phân phát ân sủng thiêng liêng thông qua các bí tích. Ở chính giữa bức hình có hình tượng nhân cách hóa của Hội Thánh với tên gọi Ecclesia, trên đầu đội triều thiên ba tầng; phía trên cùng là bí tích Rửa Tội, nơi ân sủng tuôn trào ra; ở bên phải là bí tích Hôn Phối, Thánh Thể, Thống Hối; ở bên trái là bí tích Xức Dầu Bệnh Nhân, Truyền Chức Thánh, Thêm Sức (Johannes Hopffe, văn bia Wrisberg, Hildesheim, trước năm 1615)

Hội Thánh Công giáo dạy rằng, các bí tích là "những dấu chỉ hữu hiệu của ân sủng, do Đức Kitô thiết lập và ủy thác cho Hội Thánh; qua các bí tích, sự sống thần linh được trao ban cho chúng ta." Hội Thánh cũng khẳng định rằng các bí tích hữu hiệu "do sự" (tiếng Latinh: ex opere operato), tức do chính hành động bí tích được thực hiện, và không lệ thuộc vào sự thánh thiện bản thân của thừa tác viên trao bí tích ấy. Tuy nhiên, việc người nhận không có thái độ sẵn sàng của một tâm hồn ngay thẳng để đón nhận ân sủng có thể cản trở hiệu quả của bí tích nơi người đó. Các bí tích không những giả thiết phải có đức tin, mà còn nuôi dưỡng, củng cố và diễn tả đức tin bằng các lời đọc và nghi thức.
Trong khi Hội Thánh được coi là bí tích phổ quát của ơn cứu độ, thì các bí tích của Hội Thánh Công giáo, theo nghĩa hẹp là bảy bi tích, "liên quan đến tất cả các giai đoạn và thời điểm quan trọng trong đời sống Kitô hữu: chúng làm cho đời sống đức tin của các Kitô hữu được sinh ra và lớn lên, được chữa lành và được trao sứ vụ." "Hội Thánh khẳng định rằng, đối với tín hữu, các bí tích của Giao Ước Mới là cần thiết cho ơn cứu độ", mặc dù bất kỳ một cá nhân nào không nhất thiết phải lãnh nhận cả thảy bảy bí tích.